# Остерёй
Остерёй (норв. Osterøy) — коммуна в губернии Хордаланн в Норвегии. Административный центр коммуны — город Луневог. Официальный язык коммуны — нюнорск. Население коммуны на 2007 год составляло 7305 чел. Площадь коммуны Остерёй — 274,6 км², код-идентификатор — 1253.

## История населения коммуны
Население коммуны за последние 60 лет.

Статистика коммуны Остерёй